# Новороссийское сельское поселение (Омская область)
Новороссийское се́льское поселе́ние — муниципальное образование в Нововаршавском районе Омской области Российской Федерации.
Административный центр — деревня Новороссийка.

## История
Статус и границы сельского поселения установлены Законом Омской области от 30 июля 2004 года № 548-ОЗ «О границах и статусе муниципальных образований Омской области»

## Население
| 2010  | 2011  | 2012  | 2013  | 2014  | 2015  | 2016  |
| ----- | ----- | ----- | ----- | ----- | ----- | ----- |
| 1317  | →1317 | ↘1294 | ↘1269 | ↘1234 | ↘1220 | ↘1218 |
| 2017  | 2018  | 2019  | 2020  | 2021  | 2023  |       |
| ↘1189 | ↘1160 | ↘1117 | ↘1087 | ↗1089 | ↘1059 |       |

## Состав сельского поселения
| № | Населённый пункт | Тип населённого пункта          | Население |
| - | ---------------- | ------------------------------- | --------- |
| 1 | Богдановка       | деревня                         | 396       |
| 2 | Новороссийка     | деревня, административный центр | 717       |
| 3 | Сибирское        | посёлок                         | 185       |
| 4 | Талапкер         | остановочный пункт              | 19        |